# KNM-KP 271
KNM-KP 271 es el nombre de catálogo de los restos fósiles, conocidos como homínido Kanapoi, de parte de un húmero de Australopithecus anamensis de un antigüedad de 4,1 millones de años encontrados en el yacimiento de Kanapoi, Kenia, por Bryan Patterson, en 1965 y cuya descripción fue hecha por él mismo y publicada en 1966.
La atribución a la nueva especie no pudo ser hecha hasta los descubrimientos de Mary Leakey en 1994 (KNM-KP 29281, KNM-KP 29285 y otros, corroborado con el del cráneo MRD-VP-1/1, publicado en 2019 por Yohannes Haile-Selassie et al.
Las iniciales KNM del nombre corresponden a Kenya National Museum (ahora conocido como National Museums of Kenya) y KP al yacimiento paleontológico de Kanapoi.

## Descripción
Los restos fósiles corresponden a la parte distal de un húmero del brazo izquierdo de un adulto. Aun pertenenciendo a un A. anamensis, es realmente similar a la del género Homo.